# Samuel H. Levine
Samuel H. „Sam“ Levine (* um 1996 in den USA) ist ein US-amerikanischer Film- und Theaterschauspieler.

## Leben
Levine stammt aus Brooklyn und studierte Schauspiel an der LaGuardia High School und am California Institute of the Arts.
Seine erste Serienrolle erhielt er 2013 in einer Folge von Elementary. Im Jahr 2015 hatte er ein Engagement in Kill Floor am Lincoln Center Theater. Seine erste Filmrolle erhielt Levine in Empörung von James Schamus und wurde hierbei in der deutschen Fassung von Sebastian Römer synchronisiert.
In dem Theaterstück The Inheritance spielte er zwei Rollen, die des aufstrebenden Schauspielers Adam und die des Strichers Leo. Dieses wurde am Young Vic Theatre  uraufgeführt und auch im Noel Coward Theatre in West End gezeigt. Ab November 2019 gab er in The Inheritance auch sein Broadway-Debüt.
In dem Filmdrama Minjan von Eric Steel übernahm Levine die Hauptrolle von David, eines aus einer russischen Immigrantenfamilie stammenden 17-Jährigen, der in der Szene des East Village seine Homosexualität auszuleben beginnt.

## Filmografie (Auswahl)
- 2016: Empörung (Indignation)
- 2016: The Transfiguration
- 2018: Yinz
- 2020: Minjan (Minyan)
- seit 2020: Big Dogs (Fernsehserie, 2 Folgen)
- 2021: Alia's Birth
- 2022: Bathtub Boy (Kurzfilm)
- 2022: Causeway
- 2023: She Came to Me
- 2023: Bevor die Welt in Flammen aufgeht (Before the World Set on Fire)

## Theatrografie (Auswahl)
- 2015: Kill Floor, Lincoln Center Theater Original Off-Broadway Production, Regie: Lila Neugebauer
- 2017: A Guide for the Homesick, Huntington Theater Company[1]
- 2018–19: The Inheritance von Matthew Lopez, Young Vic Theatre/Noel Coward Theater, London & Broadway, New York[1]